# Uraeotyphlus interruptus
La cecilia de Chengalam (Uraeotyphlus interruptus) es una especie de anfibios gimnofiones de la familia Ichthyophiidae que habita en los Ghats Occidentales, en el estado de Kerala, India.